# Asclepias involucrata
Asclepias involucrata är en oleanderväxtart som beskrevs av Georg George Engelmann och John Torrey. Asclepias involucrata ingår i släktet sidenörter, och familjen oleanderväxter. Inga underarter finns listade i Catalogue of Life.